# (24944) Harish-Chandra
(24944) Harish-Chandra ist ein Asteroid des Hauptgürtels, der am 11. Juni 1997 vom italo-amerikanischen Astronomen Paul G. Comba am Prescott-Observatorium (IAU-Code 684) entdeckt wurde.
Der Asteroid ist nach dem indischen Mathematiker Harish-Chandra (1923–1983) benannt.